# مجلة الجمعية الآسيوية الملكية
مجلة الجمعية الآسيوية الملكية (بالإنجليزية: Journal of the Royal Asiatic Society) هي مجلة تصدر عن الجمعية الملكية الآسيوية منذ عام 1834 م.
| الأعوام   | اسم المجلة                                                             |
| --------- | ---------------------------------------------------------------------- |
| 1824–1834 | Transactions of the Royal Asiatic Society of Great Britain and Ireland |
| 1835–1990 | The Journal of the Royal Asiatic Society of Great Britain and Ireland  |
| 1991–2004 | Journal of the Royal Asiatic Society                                   |

## وصلات خارجية
- موقع المجلة